# آندره اون
آندره اون (فرانسوی: André Even‎; ۱۴ ژانویهٔ ۱۹۲۶ – سپتامبر ۲۰۰۹) بازیکن بسکتبال اهل فرانسه بود.